# Болокиани
Болокиани (груз. ბოლოკიანი) — село в Грузии, в муниципалитете Лагодехи края Кахетия. 

## География
Село расположено в восточной части края, в 20 километрах по прямой к юго-западу от центра муниципалитета Лагодехи. Высота центра — 260 метров над уровнем моря.

## Население
По данным переписи населения 2014 года, в селе проживало 783 человека.
| Год  | Население | Мужчины | Женщины |
| ---- | --------- | ------- | ------- |
| 2002 | 948       | 475     | 473     |
| 2014 | 783       | 397     | 386     |